# 三井梨紗子
三井 梨紗子（みつい りさこ、1993年9月23日 - ）は、東京都新宿区出身のアーティスティックスイミング（シンクロナイズドスイミング）元選手。解説者。所属はミキハウス→スポーツビズ。

## 人物
新宿区立落合第一小学校・日本大学第一中学校・高等学校卒・日本大学文理学部体育学科卒業。
3歳の時からシンクロを始め、小学校5年生の時にエリート教育メンバーとなる。
2012年ロンドンオリンピックの日本代表のチームとして出場、結果は5位となった。
2014年に韓国の仁川で行われたアジア大会に出場、デュエット・チーム・フリーコンビネーションはともに2位となった。
2015年のロシアのカザンで行われた世界水泳選手権に出場。井村雅代コーチのもとに乾友紀子とデュエット・テクニカルルーティンで銅メダルを獲得、チームのフリールーティンで銅メダルを獲得。
2016年春にミキハウスに入社した。8月にはリオデジャネイロオリンピックに出場し、乾とのデュエットで銅メダルを獲得し、チームでも銅メダルを獲得した。9月のリオデジャネイロオリンピック水泳代表報告会にて「選手としては一区切り。勉強して視野を広げたい」と、現役引退の意向を表明した。
2020年4月に日本大学の同級生だった男性と結婚、婚姻届を出した。2022年7月に第一子を出産。